# Gesamtanlage Freudenberg

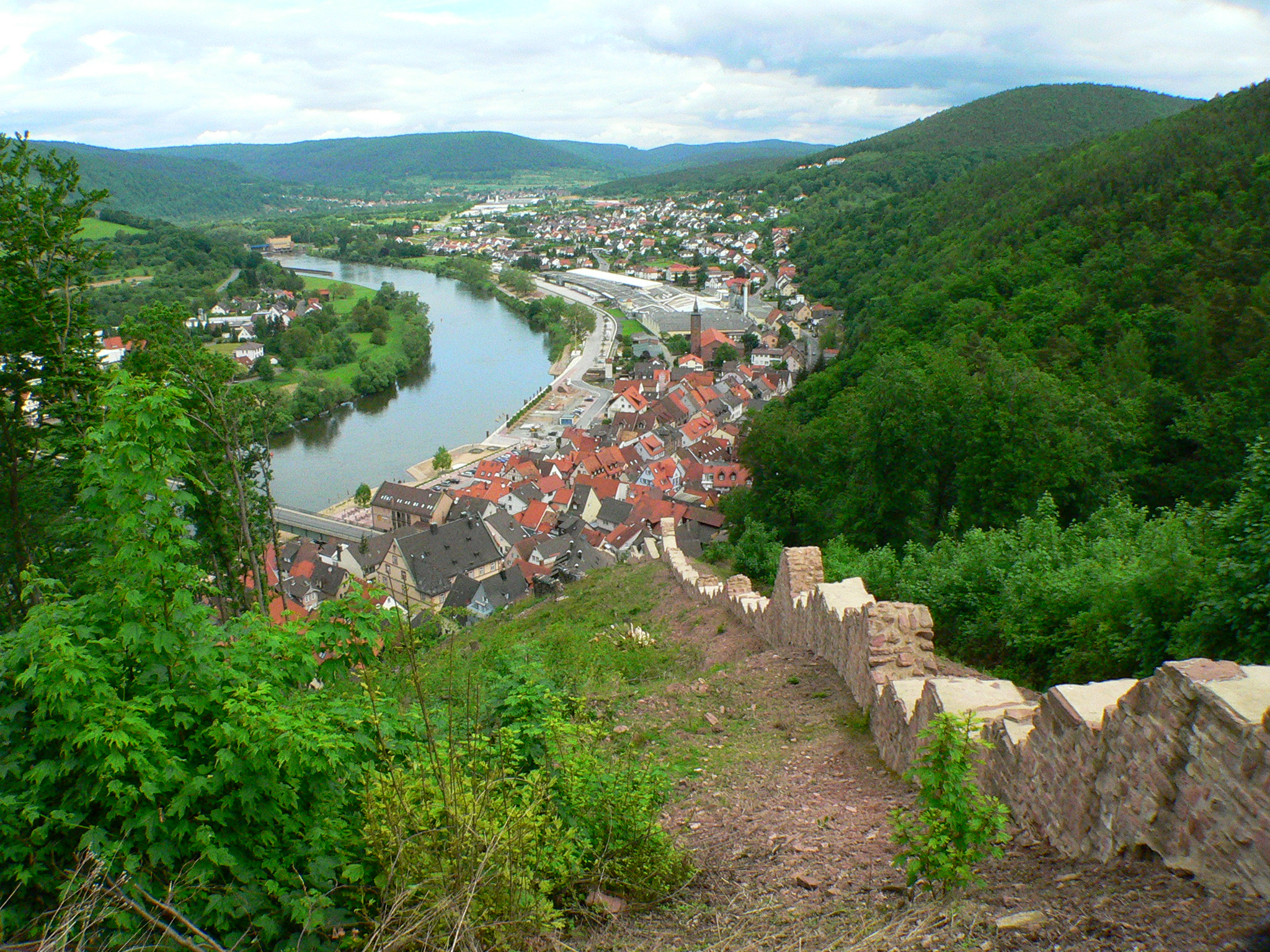
Blick über die Altstadt von Freudenberg

Die Gesamtanlage Freudenberg ist ein denkmalgeschütztes Ensemble in Freudenberg im Main-Tauber-Kreis in Baden-Württemberg. Geschützt ist seit 2004 der historische Stadtgrundriss.

## Beschreibung
Die Stadt Freudenberg liegt am östlichen Ufer des Mains, der in diesem Abschnitt die Grenze zu Bayern bildet. Die Stadtanlage erstreckt sich auf einem langen und schmalen Gelände zu Füßen der südöstlich aufragenden Burg.
Bei Freudenberg handelt es sich um eine einstige Burgsiedlung mit sehr gut überliefertem Baubestand des 16. bis 19. Jahrhunderts, nahezu vollständig erhaltenem historischem Stadtgrundriss und einer in großen Teilen erhaltenen Stadtumwehrung. Aufgrund des historischen Bau- und Raumstruktur sowie der kulturlandschaftlichen Einbettung ist die Altstadt von Freudenberg eine Gesamtanlage gemäß § 19 Denkmalschutzgesetz (DSchG), an deren Erhaltung ein öffentliches Interesse besteht.
Nach § 19 des Denkmalschutzgesetzes Baden-Württemberg können die Gemeinden seit 1. Januar 1984 Gesamtanlagen durch Satzung unter Denkmalschutz stellen. Davor erfolgte der Schutz durch Verordnung des zuständigen Regierungspräsidiums. Nicht nur einzelne Kulturdenkmale sind dabei geschützt, sondern der ganze Stadtkern mit seinem historischen Grundriss, den Straßen und Plätzen, Grün- und Freiflächen sowie der Gesamtheit der historischen Bausubstanz, an deren Erhaltung aus wissenschaftlichen, künstlerischen oder heimatgeschichtlichen Gründen ein besonderes öffentliches Interesse besteht. Die Altstadt von Freudenberg ist seit 2. April 2004 eine geschützte Gesamtanlage.